# Jeon Do-yeon
Jeon Do-yeon (en hangul, 전도연) es una actriz surcoreana nacida el 11 de febrero de 1973. Ella ha ganado muchos premios en su carrera, incluyendo el de mejor actriz en el Festival de Cannes 2007 por su interpretación en Secret Sunshine.

## Carrera
Jeon Do-yeon pasó cinco años protagonizando dramas de televisión antes de lograr el estatus de estrella instantánea con su debut cinematográfico frente a Han Suk-kyu en The Contact.
Continuó estableciendo una reputación como un "camaleón" que puede asumir una amplia variedad de roles, desde su actuación como doctora en el exitoso melodrama A Promise, hasta la de una colegiala en The Harmonium in My Memory, luego esposa que tiene una aventura extramatrimonial en Happy End.
En 1999 y 2000 recibió un premio a la mejor actriz de los Blue Dragon Film Awards y Grand Bell Awards por su papel en The Harmonium in My Memory.
El 4 de septiembre de 2021 se unió al elenco principal de la serie Lost (también conocida como "Disqualified from Being Human" o "No Longer Human") donde dio vida a Lee Boo-jung, una mujer de cuarenta años que se siente perdida y como si no pudiera llegar a nada, hasta el final de la serie el 23 de octubre del mismo año.

## Vida personal
Jeon se casó con el empresario Kang Shi-kyu en una ceremonia de boda privada en el Hotel Shilla el 11 de marzo de 2007. Dio a luz a una hija el 22 de enero de 2009.

## Filmografía

### Series televisivas
| Año  | Título                                                          | Papel           | Cadena | Notas                |
| ---- | --------------------------------------------------------------- | --------------- | ------ | -------------------- |
| 1992 | Our Paradise                                                    | Soo-hyeon       | MBC    |                      |
| 1994 | Love Is Blue                                                    |                 | SBS    |                      |
| 1994 | Scent of Love                                                   | Hye-jin         | SBS    |                      |
| 1994 | General Hospital                                                | Kang Soon-young | MBC    |                      |
| 1995 | Drama Game - "Six Steps Towards Separation"                     |                 | KBS2   |                      |
| 1995 | Our Sunny Days of Youth                                         | Im Jong-hee     | KBS2   |                      |
| 1996 | Project                                                         |                 | KBS2   |                      |
| 1996 | Drama Game - "Can I Go to the Post Office to Find a Lost Love?" | Im Jong-hee     | KBS2   |                      |
| 1996 | Sunday Family Theater "Ganyiyeok"                               | Choi Kye-soon   | MBC    |                      |
| 1996 | Until We Can Love                                               | Choi Kye-soon   | KBS2   |                      |
| 1997 | Star in My Heart                                                | Soon-ae         | MBC    |                      |
| 1997 | Snail                                                           |                 | SBS    |                      |
| 1998 | MBC Best Theater - "What You Cherish Can Never Be Forgotten"    |                 | MBC    |                      |
| 1999 | Love Story "Host of Memory"                                     |                 | SBS    |                      |
| 2002 | Shoot for the Stars                                             | Han So-ra       | SBS    |                      |
| 2005 | Lovers in Prague                                                | Yoon Jae-hee    | SBS    |                      |
| 2008 | On Air                                                          | Ella misma      | SBS    | (cameo, episodio 2)  |
| 2016 | The Good Wife                                                   | Kim Hye-kyung   | tvN    |                      |
| 2021 | Lost                                                            | Lee Boo-jung    | JTBC   | [ 9 ]                |
| 2023 | Curso intensivo de amor                                         | Nam Haeng-sun   | tvN    | [ 10 ] [ 11 ] [ 12 ] |

### Películas
| Año  | Título                     | Papel                       | Ref.          |
| ---- | -------------------------- | --------------------------- | ------------- |
| 1997 | The Contact                | Soo-hyeon                   |               |
| 1998 | A Promise                  | Chae Hee-ju                 |               |
| 1999 | The Harmonium in My Memory | Yun Hong-yeon               |               |
| 1999 | Happy End                  | Choi Bo-ra                  |               |
| 2001 | I Wish I Had a Wife        | Jung Won-ju                 |               |
| 2002 | No Blood No Tears          | Soo-jin                     |               |
| 2003 | Untold Scandal             | Lady Jeong                  |               |
| 2004 | My Mother, the Mermaid     | Kim Na-young / Jo Yeon-soon |               |
| 2005 | You Are My Sunshine        | Eun-ha                      |               |
| 2007 | Secret Sunshine            | Lee Shin-ae                 |               |
| 2008 | My Dear Enemy              | Hee-soo                     |               |
| 2010 | The Housemaid              | Eun-yi                      |               |
| 2011 | Countdown                  | Cha Ha-yeon                 |               |
| 2013 | Way Back Home              | Song Jeong-yeon             |               |
| 2015 | The Shameless              | Kim Hye-kyung               |               |
| 2015 | Memories of the Sword      | Seol-rang / Wallso          |               |
| 2016 | A Man and a Woman          | Sang-min                    |               |
| 2017 | The Nest                   | Madre                       |               |
| 2019 | Birthday                   | Soon-nam                    | [ 13 ]        |
| 2019 | Ashfall                    | Sun-hwa (cameo)             | [ 14 ]        |
| 2020 | Nido de víboras            | Yeon-hee                    | [ 15 ] [ 16 ] |
| 2021 | Emergency Declaration      | Ministra de transportes     | [ 17 ] [ 18 ] |
| 2023 | Boksoon debe morir         | Gil Bok-soon                | [ 19 ] [ 20 ] |
| 2024 | Revolver                   | Ha Soo-young                | [ 21 ] [ 22 ] |

### Presentadora
| Año  | Programa                  | Notas                     | Ref.   |
| ---- | ------------------------- | ------------------------- | ------ |
| 2018 | 54th Baeksang Arts Awards |                           | [ 23 ] |
| 2021 | 57th Baeksang Arts Awards | presentadora de categoría | [ 24 ] |

### Revistas / sesiones fotográficas
| Año  | Título              | Notas                            |
| ---- | ------------------- | -------------------------------- |
| 2008 | Movie Week Magazine | (vol. 344) - junto a Ha Jung-woo |

## Premios y distinciones
| Año  | Premio                                         | Categoría                         | Papel                                 | Resultado | Ref.          |
| ---- | ---------------------------------------------- | --------------------------------- | ------------------------------------- | --------- | ------------- |
| 1995 | KBS Drama Awards                               | Popularidad                       | Our Sunny Days of Youth               | Ganadora  |               |
| 1997 | 35th Grand Bell Awards                         | Mejor actriz revelación           | The Contact                           | Ganadora  |               |
| 1997 | 18th Blue Dragon Film Awards                   | Mejor actriz protagonista         | The Contact                           | Nominada  | [ 25 ]        |
| 1997 | 18th Blue Dragon Film Awards                   | Mejor actriz revelación           | The Contact                           | Ganadora  | [ 25 ]        |
| 1998 | 34th Baeksang Arts Awards                      | Actriz más popular (cine)         | The Contact                           | Ganadora  |               |
| 1998 | 18th Korean Association of Film Critics Awards | Mejor actriz revelación           | The Contact                           | Ganadora  | [ 25 ]        |
| 1998 | 19th Blue Dragon Film Awards                   | Mejor actriz protagonista         | A Promise                             | Nominada  |               |
| 1999 | 35th Baeksang Arts Awards                      | Mejor actriz (cine)               | A Promise                             | Ganadora  | [ 25 ]        |
| 1999 | 36th Grand Bell Awards                         | Mejor actriz                      | A Promise                             | Nominada  |               |
| 1999 | 1st Asian Film Critics Association Awards      | Mejor actriz                      | A Promise                             | Ganadora  |               |
| 1999 | 22nd Golden Cinematography Awards              | Actriz más popular                | A Promise                             | Ganadora  |               |
| 1999 | Cine 21 Awards                                 | Mejor actriz                      | The Harmonium in My Memory, Happy End | Ganadora  |               |
| 1999 | 20th Blue Dragon Film Awards                   | Mejor actriz protagonista         | The Harmonium in My Memory            | Ganadora  | [ 25 ]        |
| 1999 | 20th Blue Dragon Film Awards                   | Estrella popular                  | The Harmonium in My Memory            | Ganadora  |               |
| 1999 | 2nd Director's Cut Awards                      | Mejor actriz                      | The Harmonium in My Memory            | Ganadora  |               |
| 2000 | 37th Grand Bell Awards                         | Mejor actriz                      | The Harmonium in My Memory            | Ganadora  | [ 25 ]        |
| 2000 | 37th Grand Bell Awards                         | Mejor actriz                      | Happy End                             | Nominada  |               |
| 2000 | 8th Chunsa Film Art Awards                     | Mejor actriz                      | Happy End                             | Ganadora  | [ 25 ]        |
| 2000 | 1st Busan Film Critics Awards                  | Mejor actriz                      | Happy End                             | Ganadora  | [ 26 ]        |
| 2000 | 20th Korean Association of Film Critics Awards | Mejor actriz                      | Happy End                             | Ganadora  | [ 25 ]        |
| 2000 | 21st Blue Dragon Film Awards                   | Mejor actriz protagonista         | Happy End                             | Nominada  |               |
| 2000 | 21st Blue Dragon Film Awards                   | Estrella popular                  | Happy End                             | Ganadora  |               |
| 2001 | 37th Baeksang Arts Awards                      | Mejor actriz (cine)               | I Wish I Had a Wife                   | Ganadora  | [ 25 ]        |
| 2001 | 22nd Blue Dragon Film Awards                   | Mejor actriz protagonista         | I Wish I Had a Wife                   | Nominada  |               |
| 2002 | 23rd Blue Dragon Film Awards                   | Mejor actriz protagonista         | No Blood No Tears                     | Nominada  | [ 25 ]        |
| 2002 | 23rd Blue Dragon Film Awards                   | Estrella popular                  | No Blood No Tears                     | Ganadora  | [ 25 ]        |
| 2002 | 1st Korean Film Awards                         | Mejor actriz                      | No Blood No Tears                     | Nominada  |               |
| 2002 | SBS Drama Awards                               | Premio a la gran excelencia       | Shoot for the Stars                   | Ganadora  | [ 25 ]        |
| 2002 | SBS Drama Awards                               | Top 10 Stars                      | Shoot for the Stars                   | Ganadora  | [ 25 ]        |
| 2003 | 24th Blue Dragon Film Awards                   | Mejor actriz protagonista         | Untold Scandal                        | Nominada  |               |
| 2003 | 2nd Korean Film Awards                         | Mejor actriz                      | Untold Scandal                        | Nominada  |               |
| 2004 | 41st Grand Bell Awards                         | Mejor actriz                      | Untold Scandal                        | Nominada  | [ 27 ]        |
| 2004 | 25th Blue Dragon Film Awards                   | Mejor actriz protagonista         | My Mother, the Mermaid                | Nominada  |               |
| 2004 | 3rd Korean Film Awards                         | Mejor actriz                      | My Mother, the Mermaid                | Ganadora  | [ 28 ]        |
| 2004 | 7th Director's Cut Awards                      | Mejor actriz                      | My Mother, the Mermaid                | Ganadora  | [ 25 ]        |
| 2004 | Cine 21 Awards                                 | Mejor actriz                      | My Mother, the Mermaid                | Ganadora  |               |
| 2005 | 41st Baeksang Arts Awards                      | Mejor actriz (cine)               | My Mother, the Mermaid                | Nominada  |               |
| 2005 | 13th Chunsa Film Art Awards                    | Mejor actriz                      | My Mother, the Mermaid                | Ganadora  |               |
| 2005 | 42nd Grand Bell Awards                         | Mejor actriz                      | My Mother, the Mermaid                | Nominada  | [ 29 ]        |
| 2005 | 25th Korean Association of Film Critics Awards | Mejor actriz                      | You Are My Sunshine                   | Ganadora  | [ 25 ]        |
| 2005 | 26th Blue Dragon Film Awards                   | Mejor actriz protagonista         | You Are My Sunshine                   | Nominada  | [ 30 ] [ 31 ] |
| 2005 | 26th Blue Dragon Film Awards                   | Mejor pareja (con Hwang Jung-min) | You Are My Sunshine                   | Ganadora  | [ 30 ] [ 31 ] |
| 2005 | 4th Korean Film Awards                         | Mejor actriz                      | You Are My Sunshine                   | Ganadora  | [ 32 ]        |
| 2005 | 6th Women in Film Korea Awards                 | Mejor actriz                      | You Are My Sunshine                   | Ganadora  |               |
| 2005 | Cine 21 Awards                                 | Mejor actriz                      | You Are My Sunshine                   | Ganadora  |               |
| 2005 | 8th Director's Cut Awards                      | Mejor actriz                      | You Are My Sunshine                   | Ganadora  | [ 33 ]        |
| 2005 | SBS Drama Awards                               | Gran Premio (Daesang)             | Lovers in Prague                      | Ganadora  | [ 34 ]        |
| 2005 | SBS Drama Awards                               | Premio a la gran excelencia       | Lovers in Prague                      | Nominada  | [ 34 ]        |
| 2005 | SBS Drama Awards                               | Top 10 Stars                      | Lovers in Prague                      | Ganadora  | [ 34 ]        |
| 2006 | 3rd Max Movie Awards                           | Mejor actriz                      | You Are My Sunshine                   | Ganadora  | [ 25 ]        |
| 2006 | 42nd Baeksang Arts Awards                      | Mejor actriz (cine)               | You Are My Sunshine                   | Nominada  | [ 35 ]        |
| 2006 | 43rd Grand Bell Awards                         | Mejor actriz                      | You Are My Sunshine                   | Ganadora  | [ 36 ]        |
| 2007 | 60.º Festival Internacional de Cine de Cannes  | Mejor actriz                      | Secret Sunshine                       | Ganadora  | [ 37 ] [ 38 ] |
| 2007 | 2nd Asia-Pacific Producers Network Awards      | Premio Artista de cine asiático   | Secret Sunshine                       | Ganadora  | [ 39 ]        |
| 2007 | 44th Grand Bell Awards                         | Premio especial al mérito         | Secret Sunshine                       | Ganadora  | [ 40 ]        |
| 2007 | Ministry of Culture, Sports and Tourism        | Orden al Mérito Cultural Okgwan   | Secret Sunshine                       | Ganadora  | [ 41 ]        |
| 2007 | 1st Asia Pacific Screen Awards                 | Mejor actriz                      | Secret Sunshine                       | Ganadora  | [ 42 ]        |
| 2007 | 28th Blue Dragon Film Awards                   | Mejor actriz protagonista         | Secret Sunshine                       | Ganadora  | [ 43 ]        |
| 2007 | 28th Blue Dragon Film Awards                   | Mejor vestida                     | —                                     | Ganadora  | [ 43 ]        |
| 2007 | 27th Korean Association of Film Critics Awards | Mejor actriz                      | Secret Sunshine                       | Ganadora  | [ 44 ]        |
| 2007 | 7th Proud Korean Awards                        | Ganadora (categoría cine)         | Secret Sunshine                       | Ganadora  |               |
| 2007 | 6th Korean Film Awards                         | Mejor actriz                      | Secret Sunshine                       | Ganadora  |               |
| 2007 | 8th Women in Film Korea Awards                 | Mejor actriz                      | Secret Sunshine                       | Ganadora  | [ 45 ]        |
| 2007 | 10th Director's Cut Awards                     | Mejor actriz                      | Secret Sunshine                       | Ganadora  |               |
| 2007 | Cine 21 Awards                                 | Mejor actriz                      | Secret Sunshine                       | Ganadora  |               |
| 2007 | 3rd University Film Festival of Korea          | Mejor actriz                      | Secret Sunshine                       | Ganadora  |               |
| 2008 | 2nd Asian Film Awards                          | Mejor actriz                      | Secret Sunshine                       | Ganadora  | [ 46 ]        |
| 2008 | 10th Asian Film Critics Association Awards     | Mejor actriz                      | Secret Sunshine                       | Ganadora  |               |
| 2008 | 44th Baeksang Arts Awards                      | Mejor actriz (cine)               | Secret Sunshine                       | Nominada  |               |
| 2008 | 45th Grand Bell Awards                         | Mejor actriz                      | Secret Sunshine                       | Nominada  |               |
| 2009 | Ordre des Arts et des Lettres                  | Chevalier des Arts et Lettres     | —                                     | Premiada  | [ 47 ]        |
| 2009 | Andre Kim Best Star Awards                     | Premio Super Artist               | —                                     | Ganadora  | [ 48 ]        |
| 2009 | 12th Director's Cut Awards                     | Cinema Angel                      | —                                     | Premiada  | [ 49 ]        |
| 2010 | 47th Grand Bell Awards                         | Mejor actriz                      | The Housemaid                         | Nominada  |               |
| 2010 | Cinemanila International Film Festival         | Mejor actriz                      | The Housemaid                         | Ganadora  |               |
| 2010 | 31st Blue Dragon Film Awards                   | Mejor actriz protagonista         | The Housemaid                         | Nominada  |               |
| 2010 | 8th Korean Film Awards                         | Mejor actriz                      | The Housemaid                         | Nominada  |               |
| 2011 | 2nd Seoul Art and Culture Awards               | Mejor actriz                      | The Housemaid                         | Ganadora  | [ 50 ]        |
| 2011 | 31st Fantasporto Director's Week               | Mejor actriz                      | The Housemaid                         | Ganadora  | [ 51 ]        |
| 2011 | 5th Asian Film Awards                          | Mejor actriz                      | The Housemaid                         | Nominada  | [ 52 ]        |
| 2011 | 5th Asian Film Awards                          | Actriz favorita del público       | The Housemaid                         | Ganadora  | [ 52 ]        |
| 2011 | 8th International Cinephile Society Awards     | Mejor actriz                      | Secret Sunshine                       | Nominada  |               |
| 2014 | 5th KOFRA Film Awards                          | Mejor actriz                      | Way Back Home                         | Ganadora  | [ 53 ]        |
| 2014 | 9th Max Movie Awards                           | Mejor actriz                      | Way Back Home                         | Ganadora  |               |
| 2014 | 19th Chunsa Film Art Awards                    | Mejor actriz                      | Way Back Home                         | Nominada  |               |
| 2014 | 50th Baeksang Arts Awards                      | Mejor actriz (cine)               | Way Back Home                         | Nominada  | [ 54 ]        |
| 2014 | 23rd Buil Film Awards                          | Mejor actriz                      | Way Back Home                         | Nominada  |               |
| 2014 | 51st Grand Bell Awards                         | Mejor actriz                      | Way Back Home                         | Nominada  | [ 55 ]        |
| 2014 | 35th Blue Dragon Film Awards                   | Mejor actriz protagonista         | Way Back Home                         | Nominada  |               |
| 2015 | 36th Blue Dragon Film Awards                   | Mejor actriz protagonista         | The Shameless                         | Nominada  | [ 56 ]        |
| 2015 | Jecheon International Music & Film Festival    | Mejor actriz                      | The Shameless                         | Ganadora  | [ 57 ]        |
| 2015 | 17th Asian Film Critics Association Awards     | Mejor actriz                      | The Shameless                         | Nominada  |               |
| 2015 | 24th Buil Film Awards                          | Mejor actriz                      | The Shameless                         | Ganadora  | [ 58 ]        |
| 2015 | 35th Korean Association of Film Critics Awards | Mejor actriz                      | The Shameless                         | Nominada  |               |
| 2015 | 15th Director's Cut Awards                     | Mejor actriz                      | The Shameless                         | Ganadora  | [ 59 ]        |
| 2015 | Cine 21 Awards                                 | Mejor actriz                      | The Shameless                         | Ganadora  |               |
| 2016 | 7th KOFRA Film Awards                          | Mejor actriz                      | The Shameless                         | Ganadora  | [ 60 ]        |
| 2016 | 21st Chunsa Film Art Awards                    | Mejor actriz                      | The Shameless                         | Nominada  |               |
| 2016 | 52nd Baeksang Arts Awards                      | Mejor actriz (cine)               | The Shameless                         | Ganadora  | [ 61 ]        |
| 2016 | 1st Asia Artist Awards                         | Gran Premio (Daesang)             | The Good Wife                         | Nominada  |               |
| 2019 | Far East Film Festival                         | Premio a la carrera               | —                                     | Premiada  | [ 62 ]        |
| 2019 | 40th Blue Dragon Film Awards                   | Mejor actriz protagonista         | Birthday                              | Nominada  | [ 63 ]        |
| 2019 | 19th Director's Cut Awards                     | Mejor actriz                      | Birthday                              | Nominada  |               |
| 2019 | 28th Buil Film Awards                          | Mejor actriz                      | Birthday                              | Ganadora  | [ 64 ]        |
| 2019 | 6th Korean Film Producers Association Awards   | Mejor actriz                      | Birthday                              | Ganadora  | [ 65 ]        |
| 2020 | 56th Grand Bell Awards                         | Mejor actriz                      | Birthday                              | Nominada  | [ 66 ]        |
| 2020 | 56th Baeksang Arts Awards                      | Mejor actriz (cine)               | Birthday                              | Ganadora  | [ 67 ] [ 68 ] |
| 2020 | 29th Buil Film Awards                          | Mejor actriz                      | Nido de víboras                       | Nominada  |               |
| 2021 | 41st Blue Dragon Film Awards                   | Mejor actriz protagonista         | Nido de víboras                       | Nominada  | [ 69 ] [ 70 ] |
| 2021 | 26th Chunsa Film Art Awards                    | Mejor actriz                      | Nido de víboras                       | Ganadora  | [ 71 ] [ 72 ] |
| 2025 | 61.os Premios Baeksang Arts                    | Mejor actriz (cine)               | Revolver                              | Pendiente | [ 73 ] [ 74 ] |